# 1793 en architecture
| Années de l'architecture : 1790 - 1791 - 1792 - 1793 - 1794 - 1795 - 1796    |
| Décennies de l'architecture : 1760 - 1770 - 1780 - 1790 - 1800 - 1810 - 1820 |

Cet article présente les faits marquants de l'année 1793 en architecture.

## Décès
- 28 octobre : François II Franque († 1710).
- 13 décembre (mort guillotiné) : Léonard Roux, architecte français, actif à Lyon († 3 février 1725).